# Edgar Schumacher
Edgar Schumacher (* 19. April 1897 in Bern; † 4. Dezember 1967 in Bolligen; heimatberechtigt in Rüschegg) war ein Schweizer Offizier (Oberstdivisionär), Militärpädagoge und Schriftsteller.

## Leben
Schumacher wurde 1897 als Sohn von Gottfried und Rosina Schumacher, geb. Breit, in Bern geboren. Er besuchte zunächst Schulen in Freiburg im Üechtland, Steffisburg und Bümpliz (Bern). Bereits in seiner Jugend machte er sich mit Literatur (u. a. Schillers Wilhelm Tell) vertraut. Nach dem Umzug nach Huttwil lernte er in der Literarabteilung des städtischen Gymnasiums Bern. Danach studierte er klassische und neue Philologie an der Universität Bern. Zu seinen Lehrern gehörten Eduard Müller-Hess, Otto Schulthess, Samuel Singer und Ferdinand Vetter. 1920 legte er das Diplom für das höhere Lehramt ab. Ein Jahr später wurde er mit der Dissertation Philosophie – aber mit Vorbehalt! zum Dr. phil. promoviert. 1921/22 hielt er sich für Studien am British Museum in London auf. Dort kam er mit dem britischen Humor in Berührung. Danach war er Vikar an Gymnasien in Solothurn, Burgdorf und Bern.
Bereits 1916 hatte er die Infanterie-Rekrutenschule 5 in Zürich besucht. 1917 zum Leutnant und 1921 zum Oberleutnant befördert, trat er 1924 als Hauptmann der Infanterie in das Instruktionskorps der Schweizer Armee ein. Er diente erst in Liestal, ab 1931 in Bern. 1940 wurde er als Oberst Kommandant des Infanterieregiments 1 und 1943 der Zentralschulen («Kurse für höhere taktische Führung»). Von 1941 bis zur Vereinigung mit der Allgemeinen Schweizerischen Militär-Zeitung zur Allgemeinen Schweizerischen Militärzeitschrift 1947/48 redigierte er die Schweizerische Monatsschrift für Offiziere aller Waffen. 1945 war er Redaktor des «Berichtes des Bundesrates an die Bundesversammlung zum Bericht des Generals über den Aktivdienst von 1939 bis 1945», ausserdem erreichte er seinen letzten Dienstgrad Oberstdivisionär. Von 1947 bis 1956 war er – ohne Generalstabsausbildung – Kommandant der Division 6 in Zürich. Er wurde in dieser Zeit Mitglied der Gesellschaft zur Constaffel und der Militärisch-Mathematischen Gesellschaft. Schumacher war ausserdem Dozent für Militärwissenschaften an der Universität Bern und von 1946 bis 1957 für Kriegsgeschichte an der Militärschule der ETH Zürich. 1955 war er überdies Mitarbeiter der Schweizerischen Kurse für Unternehmungsführung. 1957 wurde er pensioniert. Von 1962 bis 1965 war er im Auftrag des Bundesrates Präsident des nationalen Komitees für die Welthungerkampagne.
Schumacher hielt – auch bereits während seiner aktiven Dienstzeit – Vorträge und veröffentlichte vielfältig. 1941 edierte er die Gesammelten Schriften von General Ulrich Wille. 1946 brachte er eine positiv aufgenommene Geschichte des Zweiten Weltkriegs heraus. 1949 erschien ein Band zum Verhältnis von Vorgesetzten und Untergebenen, der auf einen Vortrag bei der Zürcherischen Offiziersgesellschaft zurückgeht. Ausserdem hielt er die Festrede bei der Zürcher Bundesfeier. 1957 veröffentlichte er sein letztes militärisches und zugleich wichtigstes Werk: Vom Beruf des Offiziers.
Er war Mitglied im Berner Schriftstellerinnen- und Schriftsteller-Verein. Übersetzungen legte er aus dem Englischen, Französischen, Italienischen und Lateinischen vor. 1957 erhielt er für sein Gesamtwerk den Literaturpreis der Stadt Bern.
Schumacher war ab 1927 mit Rosalie, geb. Leuenberger, verheiratet.

## Schriften (Auswahl)
- Scharnhorst und sein Werk (= Deutsche Volkheit. 82). Diederichs, Jena 1935.
- (Hrsg.): Ich werde Soldat. Ein Begleitbuch für den jungen Schweizer. Hallwag, Bern 1937.
- mit Rösli Schumacher: Das Katzenbuch. Ein Brevier. Fretz & Wasmuth, Zürich 1939 (Neuauflage 1954).
- General Ulrich Wille. Sein Weg zur kriegsgenügenden Miliz. Mit einer Auswahl von Dokumenten aus dem Manuskript des Generals. Atlantis-Verlag, Zürich 1940.
- Hie Eidgenossenschaft! Holzschnitte von Paul Boesch, Hallwag, Bern 1941.
- (Hrsg.): Ulrich Wille: Gesammelte Schriften. Fretz & Wasmuth, Zürich 1941.
- Religiöse Grundlage des Soldatischen (= Stimmen zum Auftrag unserer Zeit. Bd. 4). Rascher, Zürich 1944.
- Geschichte des zweiten Weltkrieges. Schulthess & Co, Zürich 1946.
- Vorgesetzter und Untergebener. Polygraphischer Verlag, Zürich 1949.
- Vom Wert und vom Gebrauch der Zeit. Verlag Genossenschaftliches Seminar, Muttenz 1957.
- Vom Beruf des Offiziers (= Sammlung Mein Beruf. Bd. 3). Verlag Die Arche, Zürich 1957.
- Vom Segen der Heiterkeit. Artemis-Verlag, Zürich u. a. 1958.
- Umgang mit Menschen und Menschenführung. Huber, Frauenfeld 1959.
- (Zsgest.): Europäisches Erbe. Kleine Dokumente zur Tradition abendländischer Geisteshaltung. Genossenschaftliches Seminar, Muttenz 1959.
- Das grosse Abenteuer Leben. Versuch einer gleichnishaften Biographie. Huber, Frauenfeld 1962.
- Der Eroberer Mensch. Gedanken und Bedenken (= Oltner Liebhaber-Druck. 5). Vereinigung Oltner Bücherfreunde, Olten 1964.

Postum:
- Ernst Wetter (Ausgew./bearb.): Brevier des Offiziers. Zitate und Texte. Huber, Frauenfeld 1983, ISBN 3-274-00060-X.